# Eugeni Campllonch i Parés
Eugeni Campllonch i Parés (Vilafranca del Penedès, 1870-Buenos Aires, 1950) fou un arquitecte català.
Es va formar a l'Escola d'Arquitectura de Barcelona, on es llicencià el 1893. Entre les seves obres més destacades, cal mencionar l'Electra Vilafranquesa, la Casa Jané Alegret i la Casa Franquesa de Girona. Emigrà a Buenos Aires, on fundaria el Casal de Catalunya el 1928.